# Prata da Casa
Prata da Casa é uma sitcom de comédia de situação exibida pela Fox Brasil e produzida em parceria com a Casablanca. Primeira série de comédia nacional produzida pela Fox Networks Group Brasil. A direção é de André Pellenz. Inspirada em Modern Family, a série é centrada em São Paulo.

## Enredo
Sérgio (Rodrigo Pandolfo) é um ex-aleta olímpico que ainda não conseguiu se encontrar após o fim de sua carreira. Após descobrir a traição de sua mulher, ele se muda para a casa dos pais, Maurício (Diogo Vilela) e Hercília (Françoise Forton), sem saber que estes estavam se separando de forma amistosa e já estavam em outros relacionamentos com Viviane (Flávia Garrafa) e Isidoro (Pedro Paulo Rangel), respectivamente. Para apoiar o filho, os pais decidem fingir que ainda estão casados, adiando a revelação que haviam se separado de Sérgio e seus irmãos, Caio (Wagner Santisteban), que vive comprando aparatos tecnológicos que nunca dão certo, e Tatiana (Elisa Volpatto), que não está nem um pouco interessada nos dilemas da família. 
Sérgio agora precisa lidar com o retorno ao mundo de solteiro, sua antiga casa e as sessões de análise com sua psicóloga intimidadora (Marina Palha). Em meio a todo caos ele decide abrir uma escola de salto com vara no prédio da academia de seu melhor amigo, Dico (Victor Sarro), porém terá que dar aulas de ginástica para uma turma barra-pesada por para pagar o aluguel.

## Elenco

### Principal
| Ator               | Personagem                   |
| ------------------ | ---------------------------- |
| Rodrigo Pandolfo   | Sergio Henrique Ribeiro (SH) |
| Diogo Vilela       | Maurício Ribeiro             |
| Françoise Forton   | Hercília Ribeiro             |
| Wagner Santisteban | Caio Ribeiro                 |
| Elisa Volpatto     | Tatiana Ribeiro              |
| Pedro Paulo Rangel | Isidoro                      |
| Flávia Garrafa     | Viviane                      |
| Victor Sarro       | Dico                         |
| Marina Palha       | Dr.ª Priscila Mattos         |

### Recorrente
| Ator          | Personagem                |
| ------------- | ------------------------- |
| Lilian Blanc  | Wanda                     |
| Carlos Meceni | Belmiro                   |
| Ronaldo Reis  | Amigo do poker imaginário |
| Fábio Herford | Amigo do poker imaginário |

## Episódios
| # | #  | Título                           | Exibição original   |
| --- | -- | -------------------------------- | ------------------- |
| 1 | 1  | "Estrelas Mudam de Lugar"        | 10 de maio de 2017  |
| Sérgio é um ex-aleta olímpico que encontra sua mulher Rosane na cama com o estagiário. Depressivo, o rapaz decide retornar a casa dos pais sem saber que eles estavam comemorando o fim do casamento de forma amistosa – uma vez que os dois continuaram amigos apesar de já estarem em outros relacionamentos. Ao descobrirem o que tinha acontecido, os pais decidem esconder que haviam se separado. O rapaz decide começar análise com Dr.ª Priscila, mas logo percebe que a psicóloga é um tanto intimidadora. Paralelamente ele descobre que seu melhor amigo de juventude, Dico, tem um espaço livre em sua academia, que daria para ele abrir a tão sonhada escola de salto com vara e se tornar um empreendedor. Porém o amigo propõe que, para que ele possa usar o local, dê aula para uma turma de ginástica, sem que Sérgio saiba que é um grupo de idosos barra-pesada que já estiveram envolvidos em agressão e sumiram com o antigo professor, colocando ele em uma cômica cilada. Participação especial: Fernanda Nobre como Rosane; Lucas Salles como Estagiário; Tuti Müller como Aline; Luciana Pandolfo como Fê |    |                                  |                     |
| 2 | 2  | "O Homem Mofado"                 | 10 de maio de 2017  |
| Rosane pede para voltar com Sérgio, mas ele decide encerrar o ciclo e dar sequência a sua nova vida. Agora o rapaz precisa lidar com o velho mundo de solteiro. Participação especial: Tuti Müller como Aline; Fernanda Nobre como Rosane; Débora Rebecchi como Garota da balada |    |                                  |                     |
| 3 | 3  | "Tinder Ovo"                     | 17 de maio de 2017  |
| Sérgio decide baixar o aplicativo de namoros Tinder, porém começa a conhecer mulheres completamente loucas, como Selminha, que quer se vingar de todos os homens por uma situação do passado. Participação especial: Mariana Xavier como Selminha |    |                                  |                     |
| 4 | 4  | "In Cannabis Veritas"            | 24 de maio de 2017  |
| Participação especial: Marisol Ribeiro como Sabrina |    |                                  |                     |
| 5 | 5  | "Kama Sutrex"                    | 31 de maio de 2017  |
| Participação especial: Tania Khalill como Talita; Fernando Scherer, Robson Caetano; Pathy Dejesus como Morena |    |                                  |                     |
| 6 | 6  | "Neurônios em Conflitos"         | 7 de junho de 2017  |
| 7 | 7  | "Vil Metal"                      | 14 de junho de 2017 |
| 8 | 8  | "Betty Blue Jedi"                | 21 de junho de 2017 |
| 9 | 9  | "Fama"                           | 28 de junho de 2017 |
| Participação especial: Mel Lisboa como Marina Sampaio |    |                                  |                     |
| 10 | 10 | "Deus e o Diabo na Terra do Suo" | 5 de julho de 2017  |
| Participação especial: Kathia Calil como Bianca, Paulo Cintura como Ele mesmo. |    |                                  |                     |
| 11 | 11 | "Hot Fitness"                    | 12 de julho de 2017 |
| Participação especial: Bruno Autran como Maximiliano |    |                                  |                     |
| 12 | 12 | "Orixás Love"                    | 19 de julho de 2017 |
| Participação especial: Cacau Mello como Tânia |    |                                  |                     |
| 13 | 13 | "O Amor É um Paraíso... Fiscal"  | 26 de julho de 2017 |
| 14 | 14 | "O Anjo Exterminador"            | 2 de agosto de 2017 |